# Jeffrey Carroll
Pour les articles homonymes, voir Jeffrey et Carroll.
Jeffrey Carroll, né le 6 novembre 1994 à Alexandria, Virginie, est un joueur américain de basket-ball. Il évolue au poste d'ailier.

## Biographie

### Carrière universitaire
En 2014, il rejoint l'université d'État de l'Oklahoma à Stillwater (Oklahoma) où il joue pour les Cowboys.
À la fin de sa troisième saison universitaire, Carroll est nommé dans la Second-team All-Big 12. Il a des moyennes de 17,5 points et 6,6 rebonds par match.
Carroll manque les trois premiers matches de sa quatrième saison universitaire. À la fin de la saison 2017-2018, il est nommé dans la Third-team All-Big 12. Il a des moyennes de 15,4 points, 6,2 rebonds et 1,8 passe décisive par match.

### Carrière professionnelle
Le 21 juin 2018, lors de la draft 2018 de la NBA, automatiquement éligible, il n'est pas sélectionné. Il participe à la NBA Summer League 2018 avec les Lakers de Los Angeles, durant laquelle il a des moyennes de 4,2 points et 2,0 rebonds par match. Le 19 juillet 2018, il signe avec les Lakers de Los Angeles. Le 8 octobre 2018, Carroll est libéré par les Lakers. Les Lakers ajoutent Carroll dans son équipe affiliée de G-League, les Lakers de South Bay.

## Statistiques

### Universitaires
| Saison    | Équipe         | Matchs | Titul. | Min./m | % Tir | % 3pts | % LF | Rbds/m. | Pass/m. | Int/m. | Ctr/m. | Pts/m. |
| --------- | -------------- | ------ | ------ | ------ | ----- | ------ | ---- | ------- | ------- | ------ | ------ | ------ |
| 2014-2015 | Oklahoma State | 22     | 9      | 11,4   | 39,0  | 29,8   | 71,4 | 1,82    | 0,32    | 0,23   | 0,23   | 3,91   |
| 2015-2016 | Oklahoma State | 30     | 20     | 24,8   | 41,0  | 33,3   | 70,2 | 3,97    | 0,63    | 0,57   | 0,27   | 8,23   |
| 2016-2017 | Oklahoma State | 33     | 21     | 29,1   | 53,7  | 44,4   | 80,7 | 6,58    | 1,21    | 0,88   | 0,15   | 17,45  |
| 2017-2018 | Oklahoma State | 33     | 27     | 30,7   | 40,6  | 33,2   | 77,4 | 6,18    | 1,79    | 0,82   | 0,27   | 15,36  |
| Total     |                | 118    | 77     | 25,1   | 45,1  | 35,7   | 77,7 | 4,92    | 1,06    | 0,66   | 0,23   | 12,00  |

### Professionnelles
| Saison    | Équipe    | Matchs | Titul. | Min./m | % Tir | % 3pts | % LF | Rbds/m. | Pass/m. | Int/m. | Ctr/m. | Pts/m. |
| --------- | --------- | ------ | ------ | ------ | ----- | ------ | ---- | ------- | ------- | ------ | ------ | ------ |
| 2018-2019 | South Bay | 24     | 11     | 20,4   | 47,6  | 31,9   | 79,5 | 2,96    | 0,83    | 0,79   | 0,08   | 9,62   |
| Total     |           | 24     | 11     | 20,4   | 47,6  | 31,9   | 79,5 | 2,96    | 0,83    | 0,79   | 0,08   | 9,62   |

## Palmarès
- Second-team All-Big 12 (2017)
- Third-team All-Big 12 (2018)

## Vie privée
Jeffrey est le fils de Rodney Elder et Kathleen Foley. Son père a joué au basket-ball à l'université d'East Texas Baptist.